# 莖(STEM)～諸侯出遊篇～
《莖(STEM)～諸侯出遊篇～》（茎(STEM)〜大名遊ビ編〜，Kuki(STEM)~Daimyou Asobi hen~／Stem (At Play With a Feudal Lord)）是日本音樂家椎名林檎的第八張單曲，由東芝EMI／Virgin Music於2003年1月22日和短篇電影《百色眼鏡》一同發行。初回生產限定盤「CD-Extra<藝裏「百色眼鏡」>仕樣」，另附贈「實演生中繼《賣笑高潮》門票抽選」。
在單曲銷售成績方面，本張單曲在日本Oricon銷售榜上最高位居單週第1名，名列2003年年度銷售榜第45位，同時這也是椎名林檎第一次於單曲銷售排行榜上奪冠。而在銷售認證上，單曲《莖(STEM)～諸侯出遊篇～》銷售突破10萬張，在2003年1月通過日本唱片協會認定為金唱片。

## 單曲概要
《莖(STEM)～諸侯出遊篇～》是椎名林檎繼2001年3月發表《真夜中的純潔》後，睽違兩年的新單曲。這張單曲不但是椎名林檎產後所發行的首張作品，也是椎名林檎出道以來第一次稱霸日本Oricon單曲銷售榜。而本張單曲的標題不但以假名遣書寫，每首歌曲都還加上副標題。在歌曲「莖(STEM)～諸侯出遊篇～」中，「諸侯出遊篇」是指日本指揮家森俊之所率領的交響樂團負責本歌曲的編曲及演奏。而「STEM」則是把這首歌曲翻譯成英文歌詞的Robby Clark所命名的。把兩個合起來就是單曲名稱《莖(STEM)～諸侯出遊篇～》。至於B面歌曲的副標題「～戰後最大級暴風圈內歌唱～」則是因為錄音當天剛好有颱風來臨。
日後，本張單曲內的所有歌曲也將改編收錄在椎名林檎第三張原創專輯《加爾基 精液 栗子花》中。不過，A面歌曲「莖(STEM)～諸侯出遊篇～」到目前為止還沒有收入在任何原創專輯中。而B面歌曲「迷彩～戰後最大級暴風圈內歌唱～」和「意識～戰後最大級暴風圈內歌唱～」則有收錄在2008年7月2日發行的十周年的精選合輯《我·放電》中。而在2007年2月21日發售的專輯《平成風俗》則將三首曲目再度改編，收錄日本指揮家齋藤毅編曲後的版本。
單曲封面和同時發售的短篇電影《百色眼鏡》的封面皆是荒木經惟所拍攝。另外，負責演奏「迷彩」、「意識」兩首歌的團隊「秘密部隊」則是椎名林檎找來友人一起組成的，因為她想要看看那麼多不同的人和樂器聚在一起演奏會是怎麼樣子。
在單曲發售時程上，新單曲發行的消息最早於2002年10月31日就在官網發佈，到了01月6日則在官方網站上發表單曲的音樂錄影帶。日本則於01月22日發行單曲，台灣則是等到01月29日才同步發行進口版與台壓版。後來，因為通常版所使用的音樂格式Copy Control已經絕版，則改成CD-DA格式收錄，並與椎名林檎出道十周年紀念專輯《我·放電》一同於2008年7月2日發售。
最後，在單曲銷售成績方面，本張單曲在發行當週以11.6萬張的銷售量在日本Oricon銷售榜上位居第1名，同時也是椎名林檎第一次於單曲銷售排行居首位，總計在Oriocn銷售榜上榜12週，累積銷售達18.7萬張，名列2003年年度銷售榜第45位。同時，單曲銷售突破10萬張，在2003年1月通過日本唱片協會認定為金唱片。

### 音樂錄影帶

以大正時代為背景

在歌曲「莖(STEM)～諸侯出遊篇～」的音樂錄影帶中，導演番場秀一將主軸定位為日本傳統風格，以大正時代一次大戰後的日本為背景，讓椎名林檎身穿傳統和服，再搭配上短篇電影百色眼鏡的片段與歌詞，完成這藝術性質極高的作品。

### 獲獎紀錄
MTV日本音樂錄影帶大獎
- （2003）－BEST FEMALE VIDEO－《莖(STEM)～諸侯出遊篇～》（提名）

The SPACE SHOWER MUSIC VIDEO AWARDS
- （2004）－BEST ART DIRECTION VIDEO－《莖(STEM)～諸侯出遊篇～》

## 曲目
| 曲序     | 曲目                           | 词曲     | 編曲     | 时长  |
| -------- | ------------------------------ | -------- | -------- | ----- |
| 1.       | 迷彩～戰後最大級暴風圈內歌唱～ | 椎名林檎 | 化貓殺手 | 3:11  |
| 2.       | 莖(STEM)～諸侯出遊篇～         | 椎名林檎 | 森俊之   | 4:20  |
| 3.       | 意識～戰後最大級暴風圈內歌唱～ | 椎名林檎 | 化貓殺手 | 3:13  |
| 总时长： | 总时长：                       | 总时长： | 总时长： | 10:44 |

### 曲目介紹
1. 迷彩～戰後最大級暴風圈內歌唱～（日語：迷彩～戦後最大級ノ暴風雨圏内歌唱～）
  - 收錄於《加爾基 精液 栗子花》、《我．放電》專輯中

《加爾基 精液 栗子花》中收錄的版本歌曲結尾方式與單曲版本並不相同
2. 莖(STEM)～諸侯出遊篇～（日語：茎（STEM）〜大名遊ビ編〜）
  - 收錄於《加爾基 精液 栗子花》專輯中

‘莖’總共有四種版本，森俊之（日语：森俊之）、化貓殺手[注 2]、齋藤毅（日语：斎藤ネコ）和電影《CASSHERN（日语：CASSHERN）》插曲等版本，每種版本都有著不一樣的特色，待聽者自行去聆聽之。
3. 意識～戰後最大級暴風圈內歌唱～（日語：意識～戦後最大級ノ暴風雨圏内歌唱～）
  - 收錄於《加爾基 精液 栗子花》、《我．放電》專輯中

《加爾基 精液 栗子花》中收錄的版本歌曲結尾方式與單曲版本並不相同。

## 演出人員及後製
| 迷彩 ～戰後最大級暴風圈內歌唱～ 參分壹拾壹秒 秘密部隊演奏 椎名林檎統率 意識 ～戰後最大級暴風圈內歌唱～ 參分壹拾參秒 秘密部隊演奏 椎名林檎統率 | 莖(STEM) ～諸侯出遊篇～ 肆分貳拾秒 森先生編曲 後製資訊 音術 - 於) Bernie Grundman MASTERING (山手通) 美術 記術 |

## 莖(Stem)歌曲版本
| 曲名                   | 收錄專輯                                            | 年份          | 編曲     | 其他資訊                              |
| ---------------------- | --------------------------------------------------- | ------------- | -------- | ------------------------------------- |
| 莖(STEM)～諸侯出遊篇～ | 莖(STEM)～諸侯出遊篇～                              | 2003年        | 森俊之   | 英文歌詞                              |
| 莖                     | 加爾基 精液 栗子花                                  | 2003年        | 化貓殺手 | 日文歌詞 鼓、弦樂器、貝斯、鋼琴所演奏 |
| 莖                     | 加爾基 精液 栗子花（黑膠版本） 電影《CASSHERN》插曲 | 2003年 2004年 | 化貓殺手 | 英文歌詞                              |
| 莖                     | 平成風俗                                            | 2007年        | 齋藤毅   | 英文歌詞                              |

## 銷售排行

### Oricon 銷售榜(日本)
《莖(STEM)～諸侯出遊篇～》於01月22日發行單曲。發行首週，在日本公信榜Oricon的單曲榜2003年2月第一週付的榜單中以116,198張銷售量居單週冠軍，這也是椎名林檎首次在日本公信榜的單曲榜中奪冠。第二週則以銷售量33,366張位居8位。總計《莖(STEM)～諸侯出遊篇～》在日本公信榜Oricon的單曲榜上榜12週，累積銷售達18.7萬張。同時在2003年年銷售榜中，《莖(STEM)～諸侯出遊篇～》以18.7萬張銷售量居全年第45名。
| 名稱                               | Oricon銷售榜 | 初登場 | 初登場  | 最高  | 最高    | 總銷售量 | 累積上榜次數 |
| 名稱                               | Oricon銷售榜 | 排 行  | 銷售量  | 排 行 | 銷售量  | 總銷售量 | 累積上榜次數 |
| ---------------------------------- | ------------ | ------ | ------- | ----- | ------- | -------- | ------------ |
| 2003年1月22日 莖(STEM)~諸侯出遊篇~ | 週銷售排行榜 | #1     | 116,198 | #1    | 116,198 | 187,371  | 12週         |
| 2003年1月22日 莖(STEM)~諸侯出遊篇~ | 月銷售排行榜 | #5     | 171,621 | #5    | 171,621 | 187,371  | 12週         |
| 2003年1月22日 莖(STEM)~諸侯出遊篇~ | 年銷售排行榜 | #45    | 187,371 | #45   | 187,371 | 187,371  | 12週         |

### 其他銷售榜
| 排行榜名稱                          | 最高排名 |
| ----------------------------------- | -------- |
| (日本) Soundscan：CD Single Top 20  | #1       |
| (日本) J-WAVE：Tokio Hot 100 (年榜) | #76      |
| (日本) CDTV Top 100                 | #1       |

### 銷售認證
| 認證單位              | 銷量             |
| --------------------- | ---------------- |
| (日本) RIAJ：單曲銷售 | 金唱片 (100,000) |

## 發行歷史
| 國家 | 發行日期      | 發行形式       | 唱片公司                      | 商品編號   |
| ---- | ------------- | -------------- | ----------------------------- | ---------- |
| 日本 | 2003年1月22日 | CCCD           | 東芝EMI／Virgin Music         | TOCT-4450  |
| 台灣 | 2003年1月29日 | CD(進口初回盤) | 東芝EMI／Virgin Music         | TOCT-4450  |
| 台灣 | 2003年1月29日 | CD(台壓盤)     | 科藝百代                      | 55195500   |
| 日本 | 2008年7月2日  | CD             | EMI Music Japan／Virgin Music | TOCT-40197 |

## 宣傳行程
| 類型 | 日期       | 名稱                       |
| ---- | ---------- | -------------------------- |
| 電視 | 2003/02/21 | 【TBS】筑紫哲也 NEWS23     |
| 電視 | 2003/03/26 | 【朝日電視台】NEWS STATION |

## 脚注